# 耶律何魯不
耶律何魯不（?—?），字斜寧，辽国将领，契丹六院部出身，耶律吼之子。
耶律何魯不与耶律屋質参预平定耶律察割叛乱。辽穆宗因为耶律何魯不的父亲耶律吼是擁立辽世宗的主導人物，故不重用耶律何魯不，穆宗晚年耶律何魯不为本族敞史。辽世宗的儿子辽景宗即位，以平定耶律察割之功，授耶律何魯不为昭德军节度使，为北院大王。保寧七年（975年）七月，黄龍府衛将燕頗殺都監張琚叛辽，何魯不讨伐燕頗，在鴨緑江将他击败。他不亲自率军追击，致燕頗逃走，被景宗处以杖刑。乾亨年間，耶律何魯不去世。